# Ziédougou
Ziédougou är en ort i Burkina Faso.   Den ligger i regionen Cascades, i den sydvästra delen av landet, 400 km sydväst om huvudstaden Ouagadougou. Ziédougou ligger 306 meter över havet och antalet invånare är 1 565.
Terrängen runt Ziédougou är platt. Närmaste större samhälle är Soubakaniédougou, 6,6 km nordost om Ziédougou. 
Omgivningarna runt Ziédougou är en mosaik av jordbruksmark och naturlig växtlighet. Runt Ziédougou är det ganska glesbefolkat, med 23 invånare per kvadratkilometer.